# GAZ-64
O GAZ-64 era um veículo 4x4 fabricado pela GAZ, sucedendo ao anterior GAZ-61. Seu projeto foi liderado por Vitaliy Grachev. O processo do projeto foi excepcionalmente rápido, levando apenas algumas semanas.

## Projeto

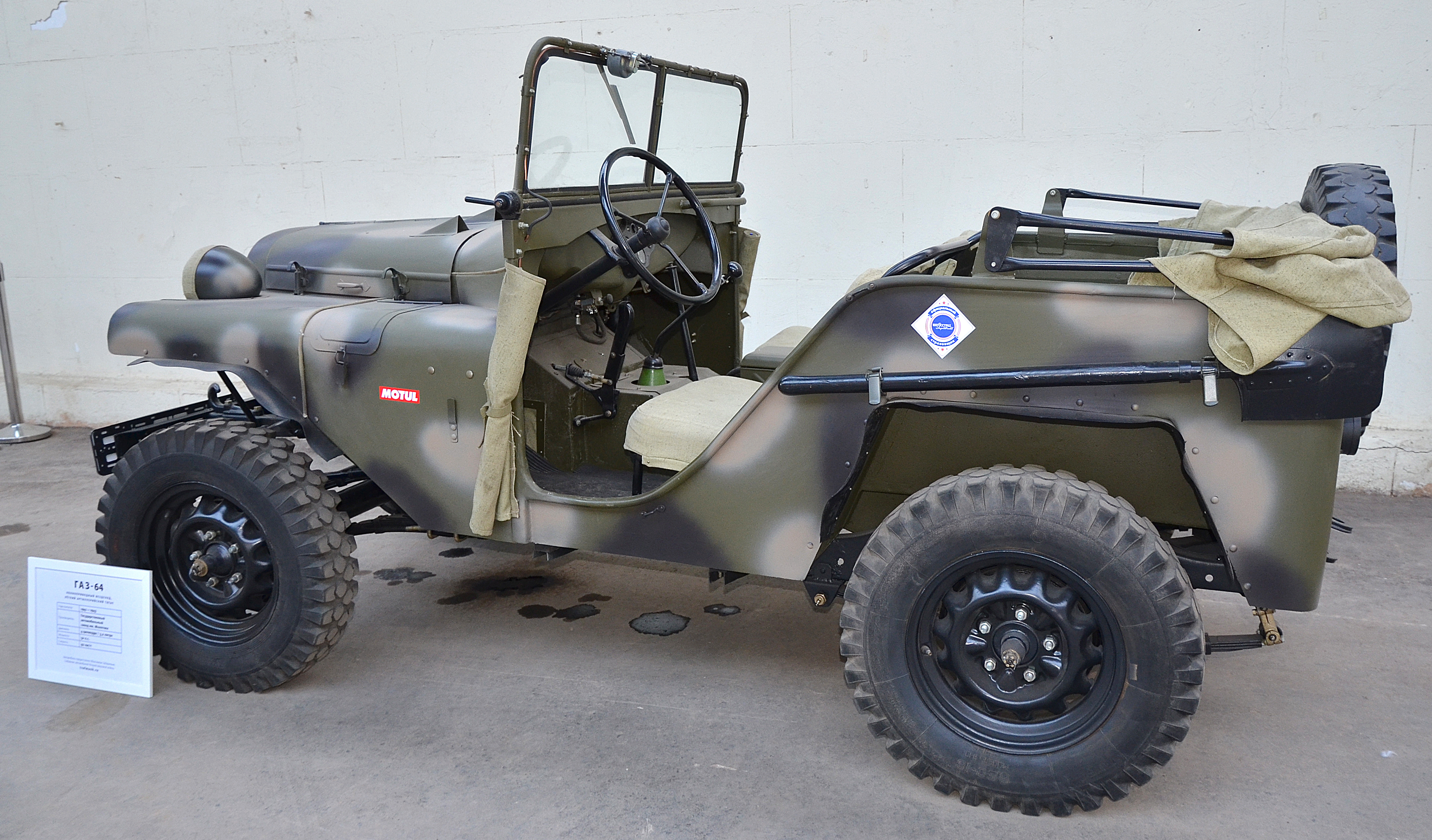
GAZ-64

O peso total do carro era de 1.200 kg. Ele era movido por um motor 4 em linha de 3.285 cc, produzindo 50 cv (37 kW) e uma velocidade máxima de 100 km/h. Foi produzido usando peças existentes comercialmente disponíveis.

## Desenvolvimento
O GAZ-64 foi desenvolvido a partir de um requisito desenvolvido durante a guerra entre a União Soviética e a Finlândia de 1939-1940. Embora pareça externamente semelhante ao jipe americano Bantam / Willys, ele foi desenvolvido com peças já disponíveis comercialmente na União Soviética e construído em uma fábrica originalmente criada com a Ford.
Ele foi projetado para substituir o anterior GAZ-61, que foi totalmente reconstruído em um período muito curto (3 de fevereiro a 25 de março de 1941) sob a liderança de Vitaly Grachev para criar um jipe 4×4, que foi denominado GAZ-64. Durante a Segunda Guerra Mundial, foi sucedido pelos mais bem-sucedidos GAZ-67 e GAZ-67B. O GAZ-64 e o GAZ-67 formaram a base dos carros blindados BA-64.

### Produção
646 GAZ-64 foram fabricados entre março de 1941 e o verão de 1942 pela empresa GAZ ou Gorkovsky Avtomobilny Zavod. O nome se traduz como fábrica de automóveis Gorky, e a fábrica era originalmente uma cooperação entre a empresa Ford e a União Soviética.
Devido à disponibilidade de jipes de fabricação americana fornecidos pelo programa Lend-Lease americano, a maior parte da produção do GAZ-64 durante a guerra foi dedicada aos carros blindados BA-64. Devido à produção do GAZ-64 (e GAZ-67 (B) de 1943/1944) estar vinculada à produção do BA-64, apenas cerca de 2.500 unidades regulares foram produzidas durante a guerra. A produção do pós-guerra aumentou muito e mais de 90.000 GAZ-67B foram produzidos quando a produção terminou em 1953.

### Citações
1. ↑  Thompson, p. 31.
2. ↑  Pročko (2005)
3. ↑  Jeeps 1941–45 By Steven J. Zaloga. P.38-39